# Utflykt till Hanging Rock
Utflykt till Hanging Rock, originaltitel Picnic at Hanging Rock, är en australisk roman av Joan Lindsay, utgiven 1967, och filmatiserad av Peter Weir 1975 med den svenska titeln Utflykt i det okända. Såväl romanen som filmen har uppnått närmast kultstatus och är omdebatterade vad gäller handlingen. Även om Joan Lindsays roman i sig måste betecknas som fiktiv, hävdade författaren bestämt att den var baserad på och inspirerad av en verklig händelse vid Hanging Rock. Någon konkret dokumentation av en sådan incident har dock ännu inte påträffats.

## Handling
Romanen utspelas på Alla hjärtans dag 1900, när flickorna i Mrs Appleyards exklusiva flickpension Appleyard College nära Woodend i delstaten Victoria, cirka 80 kilometer norr om Melbourne, beger sig på en efterlängtad utflykt till den märkliga och spektakulära vulkanklippan Hanging Rock. Senare under dagen försvinner tre av flickorna och en av de medföljande lärarinnorna på ett mystiskt och oförklarligt sätt i samband med en bestigning av Hanging Rock.

## Verklighetsbakgrund
Hanging Rock existerar i verkligheten. Däremot är det mer oklart huruvida Lindsays berättelse delvis är baserad på en verklig, historisk händelse eller om den är helt fiktiv. Även om det ännu inte har gått att finna några konkreta bevis, talar åtskilligt för att romanens handling till en del skulle kunna vara grundad på en verklig händelse, möjligen direkt eller indirekt upplevd av författaren själv. 
Joan Lindsay sade själv att det på Hanging Rock genom åren inträffat oförklarliga ting som saknade logiska förklaringar. Själv var hon också sedan sin barndom mycket väl förtrogen med området, i vars närhet hennes familj tillbringade somrarna.
Vad som kan betecknas som helt klart är att något försvinnande inte inträffade vid Hanging Rock den 14 februari 1900 och att romanen i så måtto kan betecknas som fiktiv.

## Filmatisering
Peter Weirs film anses vara både en vacker och samtidigt skrämmande film. Den oroande atmosfären i filmen förstärks ytterligare av filmmusiken av Bruce Smeaton, kompletterad med Gheorghe Zamfirs suggestiva panflöjtstoner och bland annat Beethovens berömda "Kejsarkonsert". 
De kvinnliga huvudrollerna i Weirs filmatisering gestaltas av bland andra den brittiska karaktärsskådespelaren Rachel Roberts som rektorn Mrs Appleyard och Anne-Louise Lambert som den änglalika Miranda, en av de flickor som spårlöst försvinner på Hanging Rock. Även Karen Robson och Helen Morse har framträdande roller.

### Miniserie
Amazon Studios och FremantleMedia Australia producerade 2018 en miniserie baserad på historien, med bland andra Natalie Dormer och Yael Stone.

## Bakgrund
Vad gäller bakgrunden till den omdebatterade handlingen i Joan Lindsays roman och Peter Weirs film är det intressant att notera att den delvis kan ha inspirerats av den forngrekiska Pan-myten. Att just panflöjts-musiken spelar något av en musikalisk "huvudroll" i filmen är därför knappast någon tillfällighet.
Guden Pan hade förmågan att skapa skräck (Pan-ik) hos människor och förknippas ofta med en närvaro i ensliga bergsområden. Det utslag av plötslig panik och till synes oförklarlig skräck som drabbar skolflickan Edith på toppen av Hanging Rock och som får henne att skrikande och i vild flykt rusa nedför klippan är en tydlig anspelning på denna aspekt av Pan-myten. Liknande och till synes obegripliga känslor av vild fasa förknippas även med vissa bergsmassiv runtom i världen. 
Bland de mest kända exemplen är det över 1300 meter höga Ben Mac Dhui i Cairngorms-massivet i Skottland, som bland bergsbestigare blivit ökänt för detta märkliga fenomen, som först noterades 1891 av den kände brittiske professorn och bergsbestigaren John Norman Collie (1859-1942), men som förmodligen har sina rötter långt tillbaka i tiden.
Vad gäller de oförklarliga försvinnandena på toppen av Hanging Rock i Joan Lindsays roman kan en möjlig inspiration för Joan Lindsay delvis även ha varit den 18-åriga studentskan Paula Weldens gåtfulla försvinnande i området kring berget Mount Glastenbury nära Bennington, Vermont, USA den 1 december 1946. Paula Welden, elev vid det exklusiva flickläroverket Bennington College, gav sig ensam iväg för en vandring på vandringsleden Long Trail och återkom sedan aldrig. Hennes försvinnande är ännu en fullständig gåta och omges av många myter och spekulationer.